# 傑斯納河

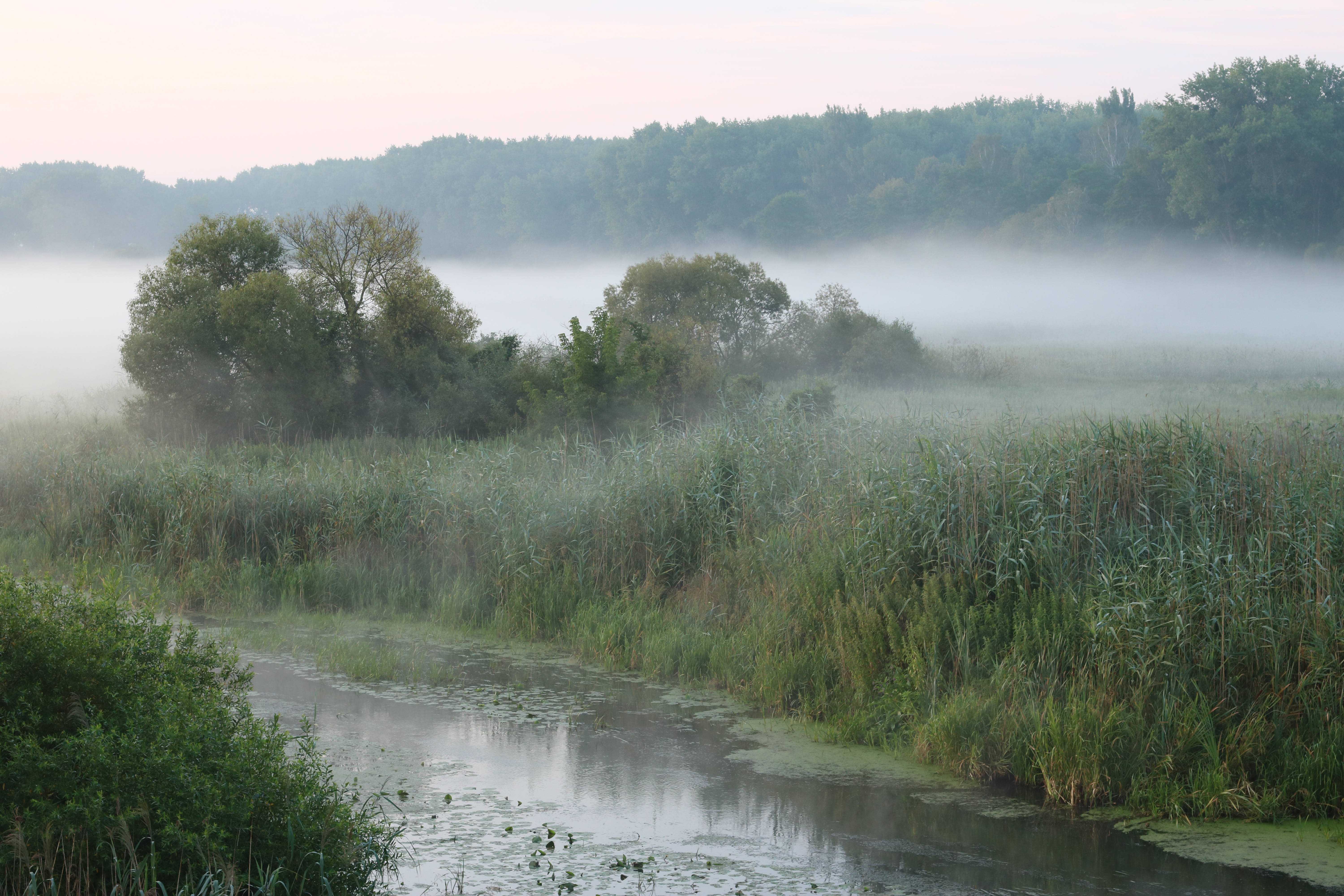

傑斯納河（羅馬化：Desna），乌克兰語译为代斯纳河（烏克蘭語：Десна），是第聶伯河的一條左支，流經俄羅斯斯摩棱斯克州、布良斯克州及烏克蘭的蘇梅州、切爾尼戈夫州和基輔州，在基輔以北注入第聶伯河。長1,130公里，流域面積88,900公里。每年十二月初至四月初封凍。下游535公里可通航。流經主要城市有葉利尼亞、布良斯克、切爾尼戈夫等。